# Pteroptrix addenda
Pteroptrix addenda is een vliesvleugelig insect uit de familie Aphelinidae. De wetenschappelijke naam is voor het eerst geldig gepubliceerd in 1930 door Girault.